# Ричардсон, Роберт Колман
Роберт Колман Ри́чардсон (англ. Robert Coleman Richardson; 26 июня 1937, Вашингтон — 19 февраля 2013) — американский физик, лауреат Нобелевской премии по физике 1996 года, совместно с Дугласом Ошеровым и Дэвидом Ли, «за открытие сверхтекучести гелия-3».
Член Национальной академии наук США (1986).

## Биография
Обучался в Виргинском технологическом институте и получил степень бакалавра в 1958 году, магистра в 1960 году. После аспирантуры в университете Дьюка получил степень доктора в 1965 году.
- 1959—1960 годах и с 1966 года работал в Корнеллском университете в Итаке; с 1968 года — профессор.
- 1990—1997 годах — директор Лаборатории физики атома и твёрдого тела,
- 1998—2003 годах — проректор по научной работе.

Основные научные работы были связаны с физикой низких температур и свертекучестью, свойствам квантовых жидкостей, ЯМР при сверхнизких температурах. В 1972—1974 годах совместно с Д. Ли и Д. Ошероффом открыл и исследовал явление сверхтекучести изотопа гелия 3He. За это открытие ему была присуждена Нобелевская премия 1996 года по физике (совместно с Д. Ошеровым и Д. Ли). Дважды получал стипендию Гуггенхайма: в 1975 и 1982 годах.
Умер 19 февраля 2013 года от осложнений после сердечного приступа.